# Clef Vallée d’Eure
Clef Vallée d’Eure – gmina we Francji, w regionie Normandia, w departamencie Eure. W 2013 roku liczba ludności na terenie obecnej gminy wynosiła 2413 mieszkańców.
Gmina została utworzona 1 stycznia 2016 roku z połączenia trzech wcześniejszych gmin: La Croix-Saint-Leufroy, Écardenville-sur-Eure oraz Fontaine-Heudebourg. Siedzibą gminy została miejscowość La Croix-Saint-Leufroy.